# Каппад
Каппад (Kappad) або Каппакадаву (Kappakadavu)  — відомий пляж поблизу міста Кожикоде (Калікут) в штаті Керала, Індія, де португальський мореплавець Васко да Гама 27 травня 1498 року вперше висадився на індійську землю під час знаменитої експедиції, що відкрила морський шлях до Індії.
На згадку про висадку португальської експедиції на пляжі встановлено невеликий кам'яний пам'ятник із написом «Васко да Гама висадився тут в Каппакадаву, в 1498 році». Ця експедиція відкрила європейцям морський шлях до багатств малабарського узбережжя і призвела до встановлення майже 450-річного європейського панування в Індії. На момент прибуття експедиції Васко да Гами, узбережжям Малабару правили заморини (самоотирі) Калікуту, які тепло зустріли Васко да Гаму. Малабар був відомим джерелом спецій і текстильних виробів з бавовни — «каліко» (від старої назви Кажикоде — Калікут).
Сьогодні це одне з відомих туристичних місць у Кералі завдяки широкому і мальовничому пляжу, що вважається найкращим пляжем в районі Кожикоде і отримав декілька місцевих винагород за свою чистоту.

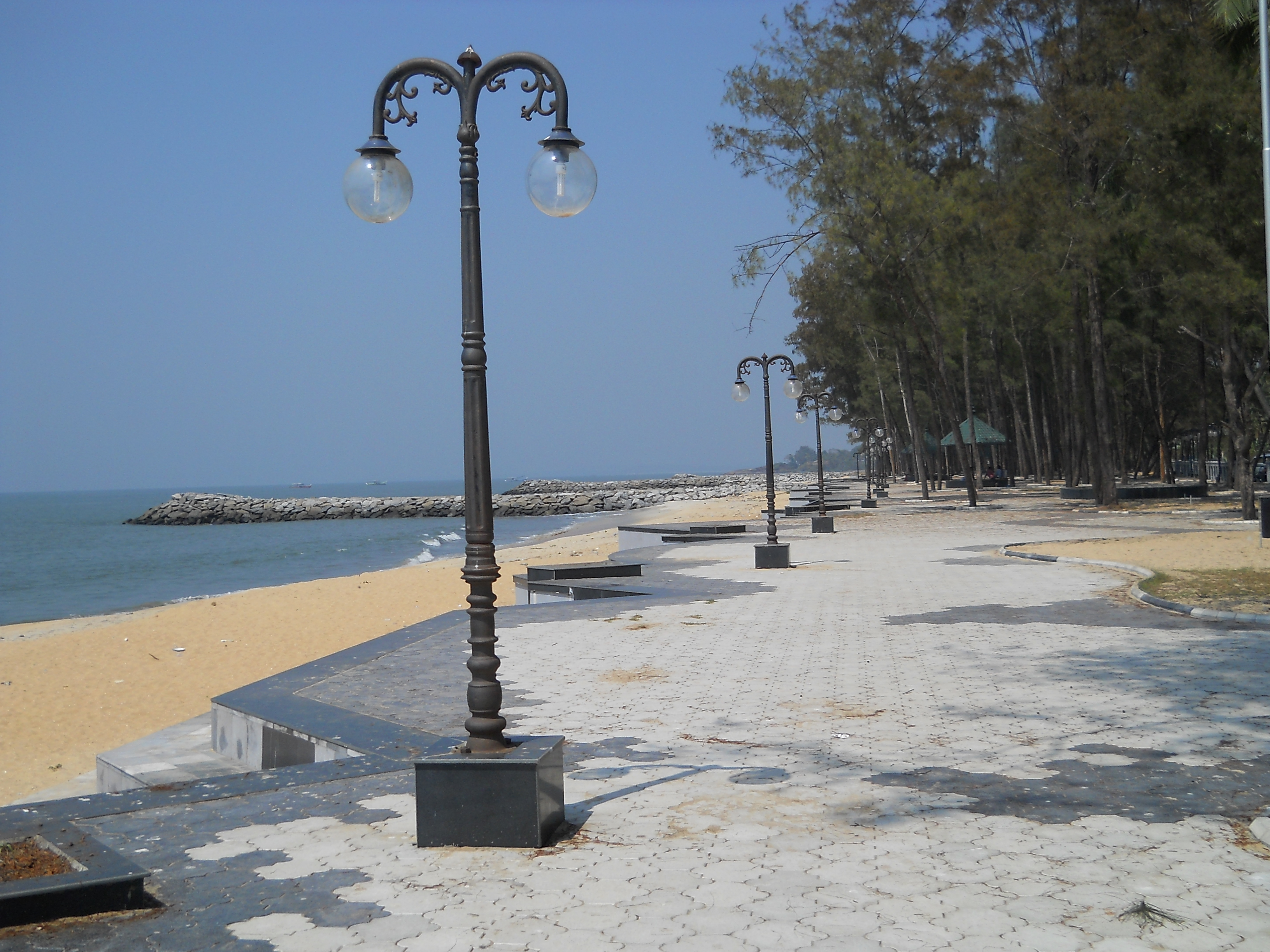
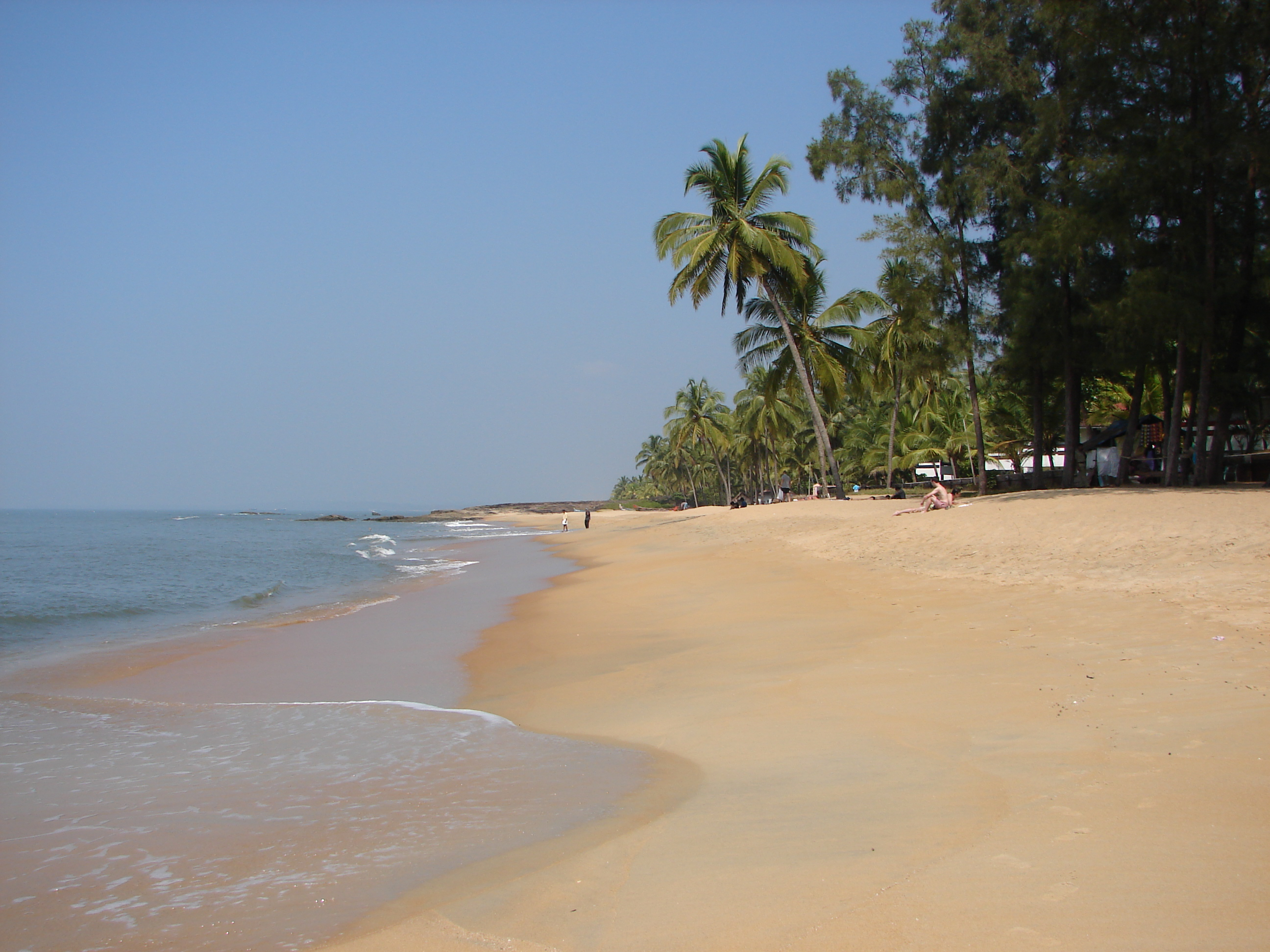
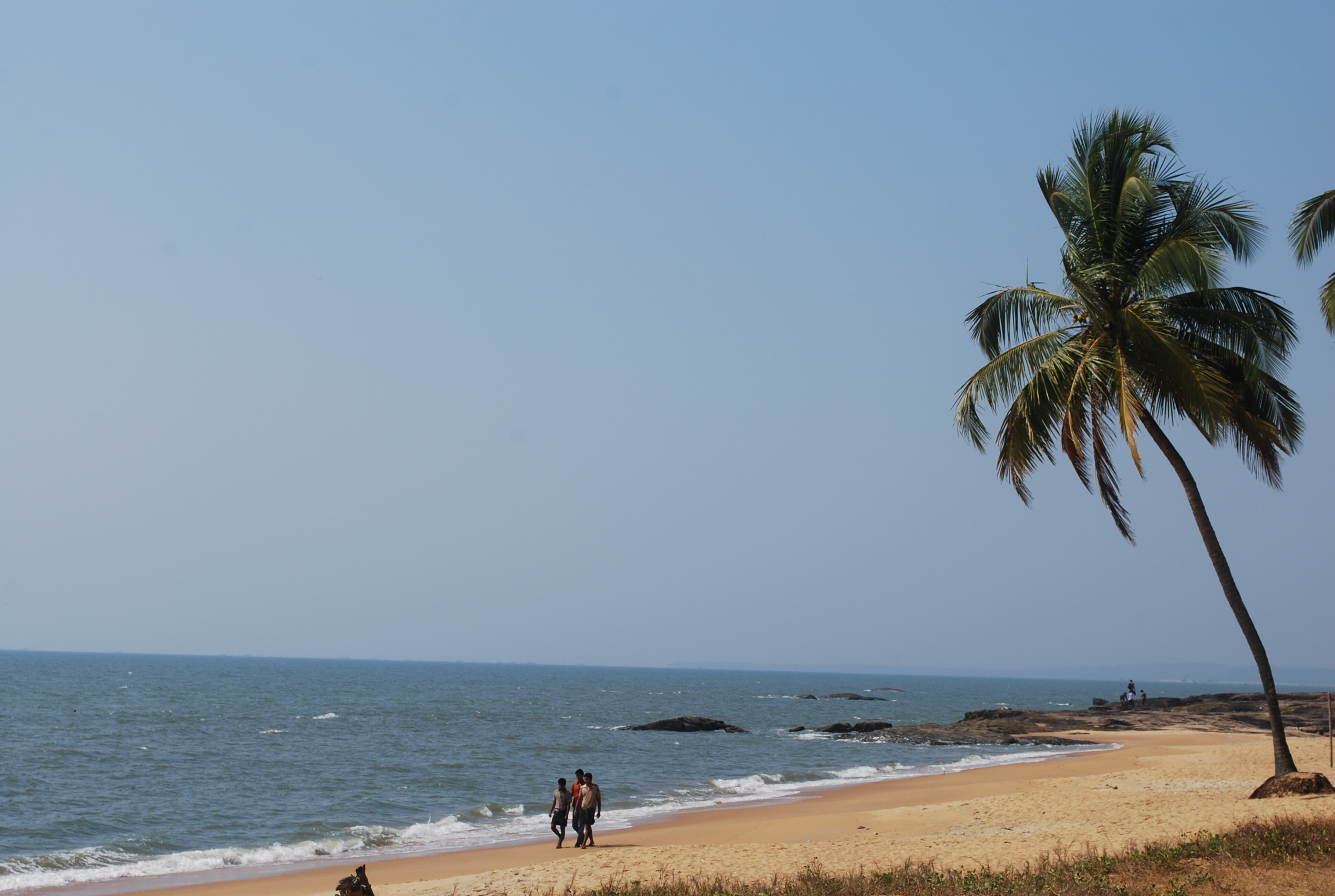
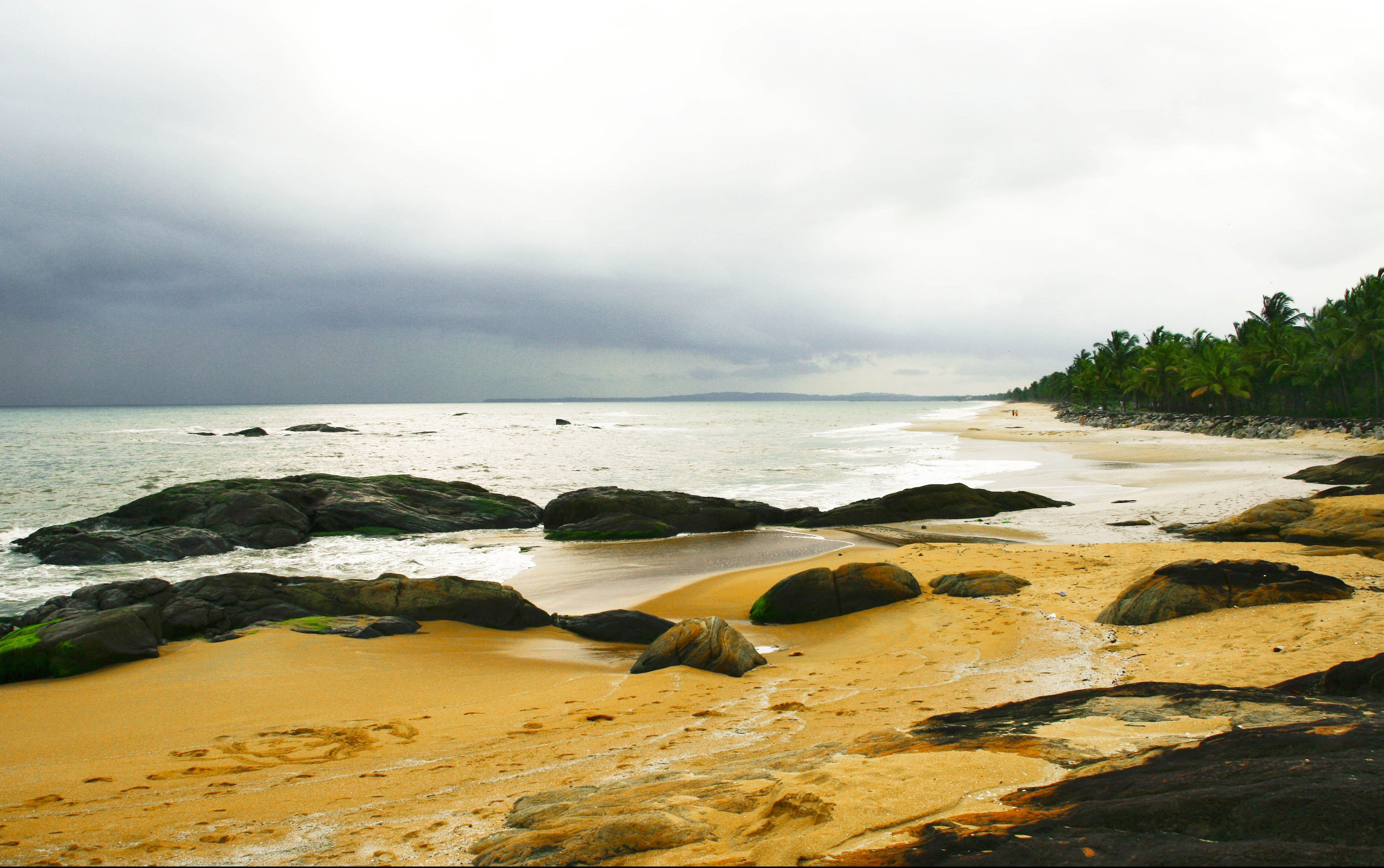
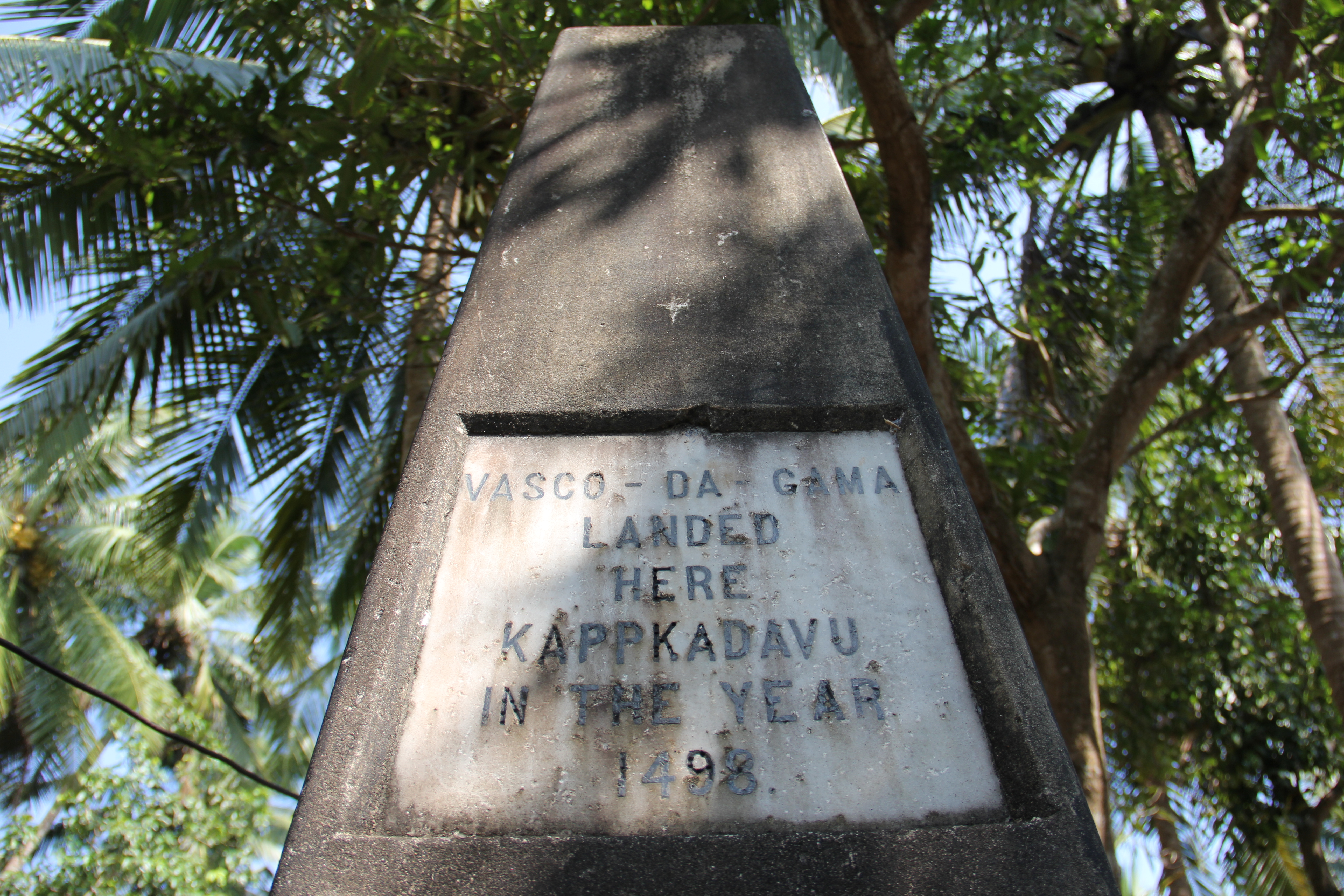
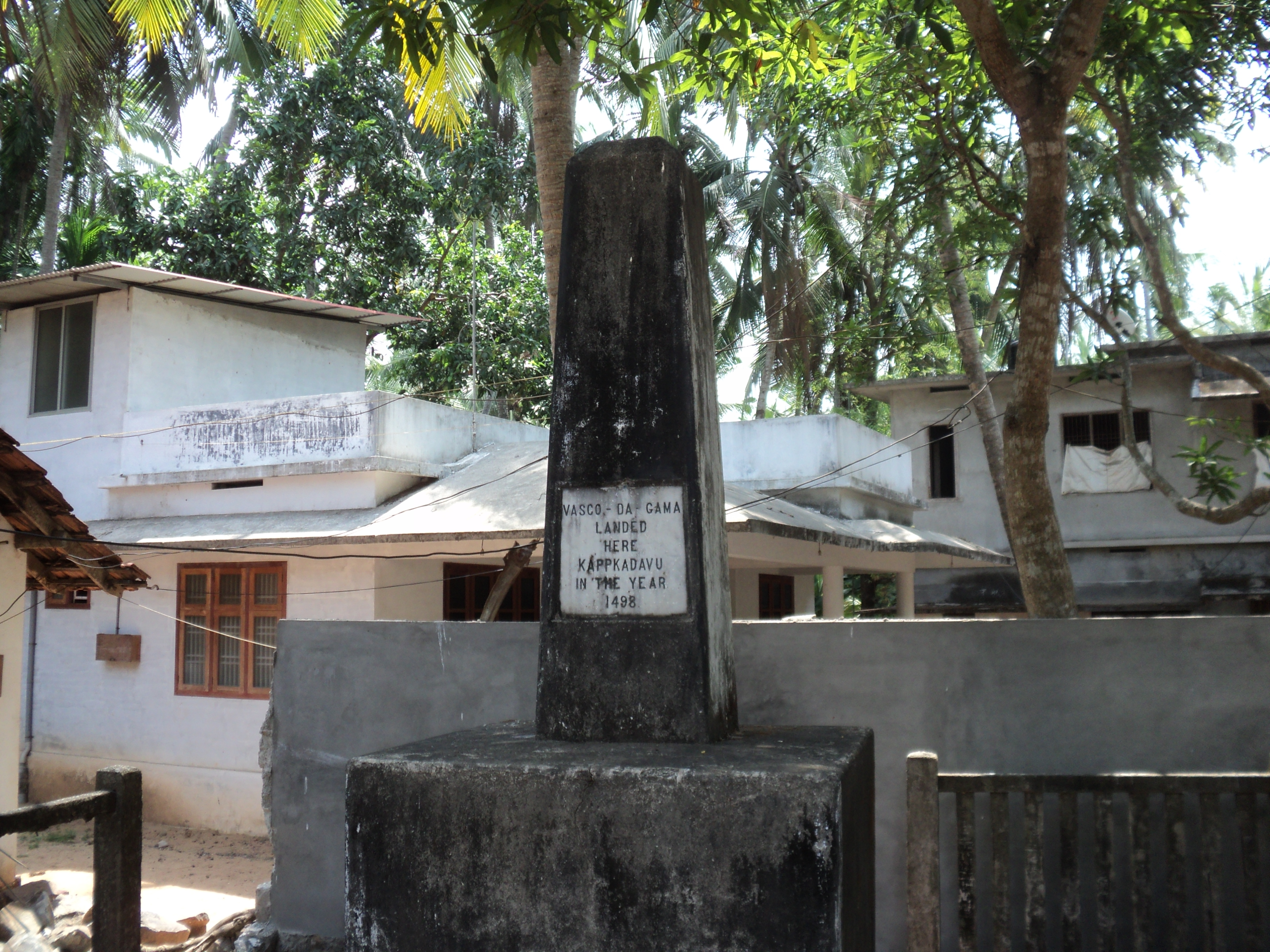
Меморіал на місці висадки Васко да Гама